# Parallelia subumbra
Parallelia subumbra är en fjärilsart som beskrevs av Bethune-Baker 1906. Parallelia subumbra ingår i släktet Parallelia och familjen nattflyn. Inga underarter finns listade i Catalogue of Life.